# Mazowszanie

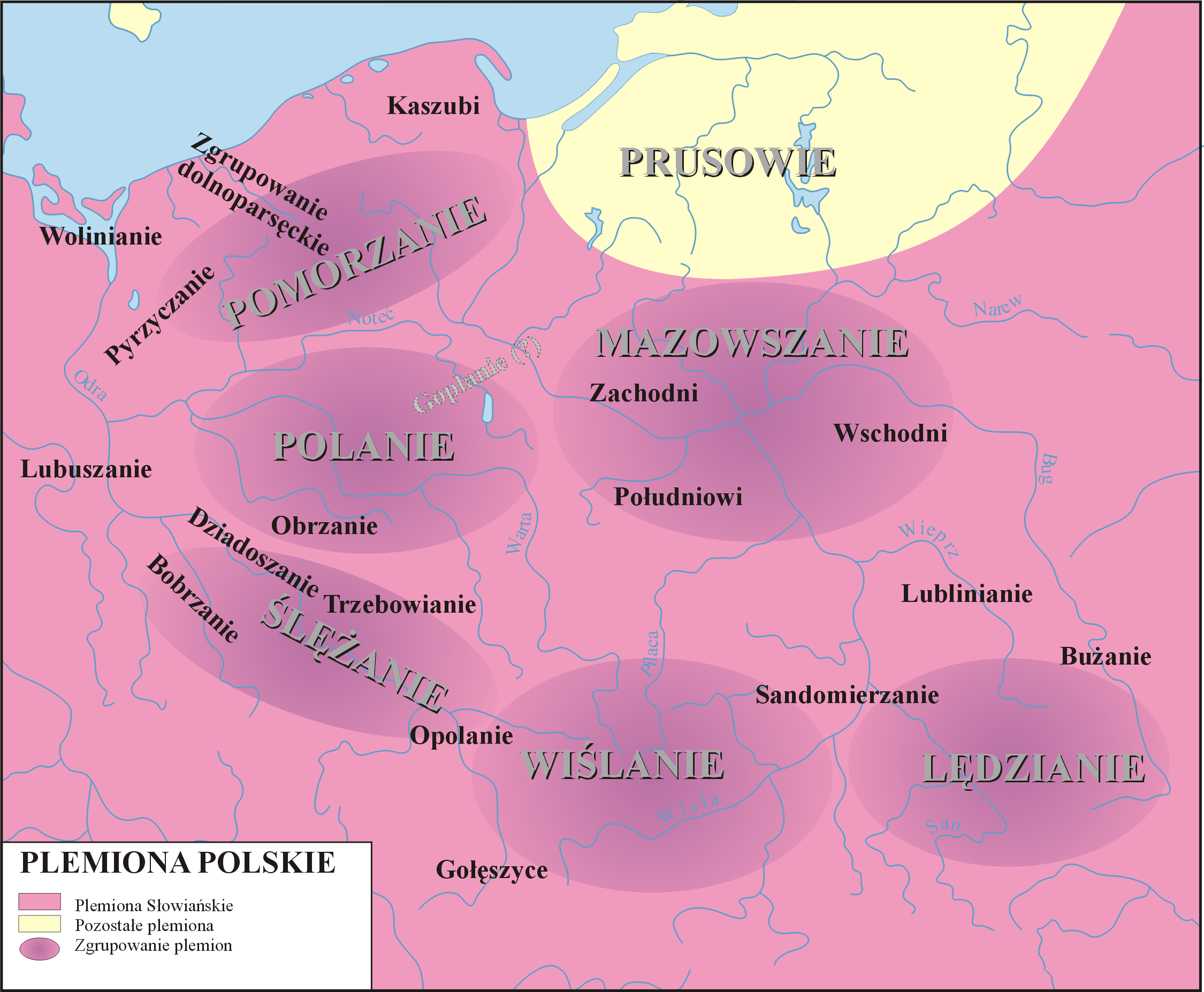
Terytorium na którym zamieszkiwali Mazowszanie

Mazowszanie – średniowieczne plemię słowiańskie zaliczane do grupy Słowian zachodnich, żyjące nad środkową Wisłą oraz mieszkańcy dzielnicy Mazowsze i Księstwa Mazowieckiego. Od plemienia Mazowszan wywodzi się późniejsza grupa etnograficzna Mazurów.

## Nazwa
Nazwa osobowa Mazowszanin została utworzona od nazwy dzielnicy Mazowsze. Pierwotną nazwą mieszkańców regionu było Mazurzy (stąd mazur i mazurek). Rdzeń maz- wiąże się najczęściej albo z litewskim mãžas ‘mały’, albo tłumaczy rezultatem dialektalnej wymowy (tzw. mazurzenia) dawnego maž- związanego ze słoweńskim mažur ‘tłuścioch’. Istniały też hipotezy wywodzące ten rdzeń od imienia własnego Maz lub Mazoch (skąd Mazow, Mazosze, następnie Mazowsze) bądź od rdzenia oznaczającego obszary bagniste (por. maź, mazać  ‘smolić, brudzić’, od występujących tu błot, lub ‘barwić’, od hodowli czerwca polskiego).

## Historia
Więcej: Księstwo mazowieckie
Plemię zaliczane jest do lechickich; pierwsze wzmianki pojawiają się u kronikarza Rusi Nestora (nie jest jednak wymieniane przez Geografa Bawarskiego).
Z terenów plemienia Mazowszan prawdopodobnie pochodzili dwaj bracia, wymienieni przez Powieść minionych lat – Wiatko i Radym, protoplaści plemion Wiatyczów i Radymiczów, którzy w czasach przedchrześcijańskich osiedlili się nad Oką i Sożem. Istnieje możliwość, że przed migracją mogli oni (lub jeden z nich) władać Mazowszem, biorąc pod uwagę ich władzę.
W XI wieku kraina zamieszkana przez Mazowszan nazywana była po łacinie Masovia.

## Terytorium
Mazowszanie zajmowali rozległą krainę, która ciągnęła się po obu brzegach środkowego biegu Wisły. Na południu granicą była rzeka Pilica, a nawet, według innych badaczy, rzeka Radomka na wysokości Ryczywołu, Głowaczowa i Wyśmierzyc. Na północy graniczyli z bałtyckimi Prusami i rzeką Łęk, płynącą z jezior pruskich do Biebrzy (poza Łękiem i Biebrzą siedzieli Jaćwingowie). Na zachodzie od ziemi Kujawian i Łęczycan, od źródeł rzeki Bzury, ciągnęły się siedliska mazowieckie na wschód aż po Biebrzę i Ślinę (dopływy Narwi) i po Nurzec, wpadający do Bugu.

## Główne grody i ośrodki kultu
Główne grody: Płock, Łomża, Wizna, Czersk, Ciechanów, Płońsk, Zakroczym. Potwierdzone ośrodki kultowe w Płocku, Wyszogrodzie, prawdopodobnie również w Jazdowie.